# Хагглунд, Ник
Ни́колас Стю́арт Ха́гглунд (англ. Nicholas Stuart Hagglund; 14 сентября 1992, Цинциннати, Огайо, США) — американский футболист, защитник клуба «Цинциннати».

## Карьера
В 2010—2013 годах Хагглунд обучался в Университете Ксавье по специальности «Менеджмент» и выступал за университетскую футбольную команду «Зейвьер Маскитиерс». В Национальной ассоциации студенческого спорта сыграл 81 матч, забил четыре мяча и отдал 11 результативных передач. В сезоне 2010 был включён в символические сборные новичков Конференции Atlantic 10 и турнира Конференции Atlantic 10. В сезоне 2011 был включён в символические сборные турнира Lakeside Classic, первую Конференции Atlantic 10 и первую среднеатлантического региона. В сезоне 2012 был включён в символические сборные турнира Конференции Atlantic 10, первую Конференции Atlantic 10 и вторую всеамериканскую и был назван лучшим игроком оборонительного плана Конференции Atlantic 10. В сезоне 2013 был включён в символические сборные первую Конференции Big East и вторую региона Великих озёр и был назван лучшим игроком оборонительного плана Конференции Big East.
16 января 2014 года на Супердрафте MLS Хагглунд был выбран в первом раунде под общим 10-м номером клубом «Торонто». Его профессиональный дебют состоялся 5 апреля в матче против «Коламбус Крю». 27 сентября в матче против «Портленд Тимберс» он забил свои первые голы в профессиональной карьере, оформив дубль. 15 июля 2015 года перенёс срочную операцию по удалению аппендикса. 19 августа Хагглунд был заявлен в «Торонто II», фарм-клуб «Торонто» в USL. 30 ноября 2016 года забил гол в ответном матче финала Восточной конференции плей-офф Кубка MLS против «Монреаль Импакт». 15 марта 2017 года Хагглунд перезаключил контракт с «Торонто» на несколько лет. 13 мая в матче против «Миннесоты Юнайтед» порвал медиальную коллатеральную связку левого колена, из-за чего выбыл из строя на 8—12 недель. 12 августа в матче против «Портленд Тимберс» получил растяжение медиальной коллатеральной связки левого колена, из-за чего выбыл из строя на 6—8 недель. 13 июня 2018 года оформил дубль в матче против «Ди Си Юнайтед». 14 июля против «Орландо Сити» сыграл свой 100-й матч за «Торонто» во всех соревнованиях, отметив юбилейный рубеж голом.
23 января 2019 года «Торонто» обменял Хагглунда с 24-й позицией в рейтинге распределения игроков новообразованному «Цинциннати» на $300 тыс. в распределительных средствах и первую позицию в рейтинге распределения игроков, а также дополнительные $50 тыс. в распределительных средствах в случае перепродажи игрока. 2 марта он отыграл все 90 минут в матче стартового тура сезона 2019 против «Сиэтл Саундерс», ставшем для «Цинциннати» дебютом в MLS. 14 октября 2020 года в матче против «Коламбус Крю» он забил свой первый гол за «Цинциннати». 2 декабря Хагглунд подписал новый контракт с «Цинциннати». По окончании сезона 2021 «Цинциннати» отклонил опцию продления контракта Хагглунда, но 14 января 2022 года клуб переподписал контракт с игроком до конца сезона 2023. 7 марта 2023 года Хагглунд продлил контракт с «Цинциннати» до конца сезона 2024. Пропустил плей-офф Кубка MLS 2023 из-за травмы подколенного сухожилия.

## Достижения
Командные
 «Торонто»
- Чемпион MLS (обладатель Кубка MLS): 2017
- Победитель регулярного чемпионата MLS: 2017
- Победитель Первенства Канады: 2016, 2018

 «Цинциннати»
- Победитель регулярного чемпионата MLS: 2023

## Статистика выступлений
| Выступление            | Выступление      | Выступление      | Лига | Лига | Плей-офф | Плей-офф | Кубок | Кубок | Континент | Континент | Итого | Итого |
| Клуб                   | Лига             | Сезон            | Игры | Голы | Игры     | Голы     | Игры  | Голы  | Игры      | Голы      | Игры  | Голы  |
| ---------------------- | ---------------- | ---------------- | ---- | ---- | -------- | -------- | ----- | ----- | --------- | --------- | ----- | ----- |
| Торонто                | MLS              | 2014             | 25   | 2    | —        | —        | 2     | 0     | —         | —         | 27    | 2     |
| Торонто                | MLS              | 2015             | 12   | 0    | 0        | 0        | 2     | 0     | —         | —         | 14    | 0     |
| Торонто                | MLS              | 2016             | 16   | 0    | 6        | 1        | 4     | 0     | —         | —         | 26    | 1     |
| Торонто                | MLS              | 2017             | 15   | 0    | 4        | 0        | 0     | 0     | —         | —         | 19    | 0     |
| Торонто                | MLS              | 2018             | 20   | 3    | —        | —        | 4     | 0     | 5         | 0         | 29    | 3     |
| Торонто                | Итого            | Итого            | 88   | 5    | 10       | 1        | 12    | 0     | 5         | 0         | 115   | 6     |
| Торонто II (фарм-клуб) | USL              | 2015             | 1    | 0    | —        | —        | —     | —     | —         | —         | 1     | 0     |
| Торонто II (фарм-клуб) | USL              | 2016             | 4    | 1    | —        | —        | —     | —     | —         | —         | 4     | 1     |
| Торонто II (фарм-клуб) | USL              | 2018             | 1    | 0    | —        | —        | —     | —     | —         | —         | 1     | 0     |
| Торонто II (фарм-клуб) | Итого            | Итого            | 6    | 1    | —        | —        | —     | —     | —         | —         | 6     | 1     |
| Цинциннати             | MLS              | 2019             | 22   | 0    | —        | —        | 2     | 0     | —         | —         | 24    | 0     |
| Цинциннати             | MLS              | 2020             | 11   | 1    | —        | —        | —     | —     | —         | —         | 11    | 1     |
| Цинциннати             | MLS              | 2021             | 24   | 1    | —        | —        | —     | —     | —         | —         | 24    | 1     |
| Цинциннати             | MLS              | 2022             | 32   | 1    | 2        | 0        | 2     | 0     | 0         | 0         | 36    | 1     |
| Цинциннати             | MLS              | 2023             | 27   | 1    | 0        | 0        | 4     | 0     | 3         | 0         | 34    | 1     |
| Цинциннати             | Итого            | Итого            | 116  | 4    | 2        | 0        | 8     | 0     | 3         | 0         | 129   | 4     |
| Всего за карьеру       | Всего за карьеру | Всего за карьеру | 210  | 10   | 12       | 1        | 20    | 0     | 8         | 0         | 250   | 11    |

Источники: Transfermarkt, Soccerway, Football Database EU.